# Peter Chambers
Peter Chambers (ur. 14 marca 1990) – brytyjski wioślarz. Srebrny medalista olimpijski z Londynu.
Zawody w 2012 były jego pierwszymi igrzyskami olimpijskimi. Po medal sięgnął w rywalizacji czwórek bez sternika wagi lekkiej. Osadę tworzyli również jego brat Richard, Rob Williams i Chris Bartley. W 2011 był mistrzem świata w dwójkach bez sternika wagi lekkiej, partnerował mu Kieren Emery.